# Eric B. & Rakim
Eric B. & Rakim fue un dúo de hip hop de la Costa Este que popularizó el hip hop influenciado por el funk a finales de los años 80. A pesar de no haber editado ningún tema que haya resultado todo un éxito en las listas, están considerados como uno de los grupos más influyentes e importantes en la historia del rap, tanto por las producciones para ellos de gente como Marley Marl, como por el estilo revolucionario de rapear de Rakim; suave, aparentemente fácil y con complejas rimas. Casi todos los MCs modernos están de acuerdo en haber sido influenciados de algún modo por la técnica rapera de Rakim.
Eric Barrier (Eric B.) y William Griffin (Rakim) comenzaron grabando juntos a mediados de la década con el innovador productor Marley Marl, quien puso su arte de producción en su sencillo debut "Eric B. Is President" (1986) bajo Zakia Records en Harlem (Nueva York). Paid in Full (1987) y Follow the Leader fueron sus primeros álbumes y por aquel tiempo eran todo un éxito en el hip hop. Su último álbum juntos fue Don't Sweat The Technique en 1992. Durante la grabación de dicho disco, ambos miembros no ocultaron su deseo de crear un álbum en solitario. Sin embargo, Eric B. rechazó firmar el contrato de liberación de la compañía discográfica, temeroso de que Rakim abandonaría. Esto condujo a una larga batalla tribunal entre los dos artistas y el ex-sello discográfico MCA.
Eric B. ha estado en varios equipos de producción a lo largo de su carrera (durante un breve periodo incluso trabajó con Dr. Dre). En 1995, grabó su álbum debut en solitario. Fue escrito con Jamie Foxx y no tuvo mucho interés en el mundo del rap.
A finales de los 90, Rakim editó dos álbumes en solitario. El primero, The 18th Letter, en 1997, tuvo un sorprendente éxito comercial y fue elogiado por los críticos. The Master, en 1999, fue el segundo disco y no fue muy exitoso ni recibió muy buenas críticas. En 2000, firmó por Aftermath Entertainment, sello de Dr. Dre, y ambos comenzaron el trabajo sobre un álbum que se llamaría Oh My God. Sin embargo, en julio de 2003, la página web oficial de Aftermath anunció que Rakim y Dre tomaban caminos diferentes a causa de diferencias creativas. 
La popular banda de rap metal Rage Against the Machine rindió homenaje a Eric B. & Rakim al realizar una nueva versión de "Microphone Fiend". También es conocido que están entre los grupos favoritos de Zack de la Rocha.

## Discografía

### Álbumes de estudio
| Información del álbum |
| --- |
| Paid in Full - Publicado: 7 de julio de 1987 - Posición en listas: #58 US, #8 Top R&B/Hip Hop - Última certificación RIAA: Platino - Sencillos: "Eric B. Is President", "I Ain't No Joke", "I Know You Got Soul", "Move the Crowd", "Paid in Full" |
| Follow the Leader - Publicado: 25 de julio de 1988 - Posición en listas: #22 US, #7 Top R&B/Hip-Hop Albums, - Última certificación RIAA: Oro - Sencillos: "Follow the Leader", "Microphone Fiend", "The R", "Lyrics of Fury"                       |
| Let the Rhythm Hit 'Em - Publicado: 25 de mayo de 1990 - Posición en listas: #32 US, #10 Top R&B/ Hip Hop - Última certificación RIAA: Oro - Sencillos: "Let the Rhythm Hit 'Em", "In the Ghetto", "Mahogany"                                      |
| Don't Sweat the Technique - Publicado: 23 de junio de 1992 - Posición en listas: #22 US, #9 Top R&B/ Hip Hop - Última certificación RIAA: - Sencillos: "Don't Sweat the Technique", "Know the Ledge", "What's on Your Mind?", "Casualties of War"  |

### Sencillos
| Año  | Sencillo                    | Posición en listas | Posición en listas | Posición en listas                 | Álbum                     |
| Año  | Sencillo                    | U.S. Hot 100       | U.S. R&B           | Hot Dance Music/Maxi-Singles Sales | Álbum                     |
| ---- | --------------------------- | ------------------ | ------------------ | ---------------------------------- | ------------------------- |
| 1986 | "Eric B. Is President"      | -                  | 48                 | 40                                 | Paid in Full              |
| 1987 | "I Ain't No Joke"           | -                  | 38                 | -                                  | Paid in Full              |
| 1987 | "I Know You Got Soul"       | -                  | 64                 | 34                                 | Paid in Full              |
| 1988 | "Move the Crowd"            | -                  | -                  | 3                                  | Paid in Full              |
| 1988 | "Paid in Full"              | -                  | 65                 | -                                  | Paid in Full              |
| 1988 | "Follow the Leader"         | -                  | 16                 | 5                                  | Follow the Leader         |
| 1989 | "The R"                     | -                  | 79                 | 28                                 | Follow the Leader         |
| 1990 | "In the Ghetto"             | -                  | 82                 | -                                  | Let the Rhythm Hit 'Em    |
| 1990 | "Let the Rhythm Hit 'Em"    | -                  | 23                 | 9                                  | Let the Rhythm Hit 'Em    |
| 1992 | "What's on Your Mind"       | -                  | 34                 | 30                                 | Don't Sweat the Technique |
| 1992 | "Don't Sweat the Technique" | -                  | 14                 | 4                                  | Don't Sweat the Technique |
| 1992 | "Know the Ledge"            | 96                 | 38                 | -                                  | Juice (soundtrack)        |

### Álbumes recopilatorios
| Información del álbum |
| --- |
| The 18th Letter/The Book of Life - Publicado: 4 de noviembre de 1997 - Posición en listas: #1 Top R&B/Hip Hop - Última certificación RIAA: - Sencillos: "Paid in Full", "Lyrics of Fury", "I Ain't No Joke", "Microphone Fiend" |
| The Best of Eric B. & Rakim - Publicado: 19 de junio de 2001 - Posición en listas: N/A - Última certificación RIAA: - Sencillos: "I Know You Got Soul", "I Ain't No Joke", "Microphone Fiend"                                   |
| Classic - Publicado: 22 de abril de 2003 - Posición en listas: N/A - Última certificación RIAA: - Sencillos: "Paid in Full", "Follow the Leader", "Let the Rhythm Hit 'Em", "Lyrics of Fury"                                    |
| Gold - Publicado: 24 de junio de 2005 - Posición en listas: - Última certificación RIAA:*Sencillos: |